# David Preece
David Preece (født 26. august 1976) er en engelsk tidligere fodboldmålmand, der spillede i Championship klubben Barnsley F.C.. Preece har en fortid i Superligaklubberne OB og Silkeborg IF samt Sunderland F.C., Darlington F.C. og Aberdeen F.C..